# Spinotarsus tshokwanensis
Spinotarsus tshokwanensis är en mångfotingart som beskrevs av Kraus 1966. Spinotarsus tshokwanensis ingår i släktet Spinotarsus och familjen Odontopygidae. Inga underarter finns listade i Catalogue of Life.